# Saison 6 de RuPaul's Drag Race UK
La sixième saison de RuPaul's Drag Race UK est diffusée pour la première fois du 26 septembre au 28 novembre 2024 sur BBC Three au Royaume-Uni et sur WOW Presents Plus à l'international.
Le 3 septembre 2023, l'émission est renouvelée pour sa sixième saison. Les juges principaux sont RuPaul, Michelle Visage, Alan Carr et Graham Norton. Le casting est composé de douze candidates et est annoncé le 3 septembre 2024,.
La gagnante de la saison reçoit 25 000 livres sterling.

## Candidates
(Les noms et âges annoncés sont ceux annoncés au moment de la compétition.)
| Candidate       | Âge | Résidence                    | Classement        |
| --------------- | --- | ---------------------------- | ----------------- |
| Kyran Thrax     | 26  | Lancastre, Angleterre        | Gagnante          |
| La Voix         | 46  | Stockton-on-Tees, Angleterre | Seconde           |
| Marmalade       | 24  | Cardiff, Pays de Galles      | 3e place 4e place |
| Rileasa Slaves  | 32  | Londres, Angleterre          | 3e place 4e place |
| Lill            | 36  | Manchester, Angleterre       | 5e place          |
| Charra Tea      | 23  | Belfast, Irlande du Nord     | 6e place          |
| Actavia         | 21  | Bala, Pays de Galles         | 7e place          |
| Chanel O'Conor  | 25  | Île de Bute, Écosse          | 8e place          |
| Kiki Snatch     | 25  | Londres, Angleterre          | 9e place          |
| Zahirah Zapanta | 28  | Nottingham, Angleterre       | 10e place         |
| Dita Garbo      | 47  | Folkestone, Angleterre       | 11e place         |
| Saki Yew        | 33  | Manchester, Angleterre       | 12e place         |

1. ↑  Charra Tea a été élue Miss Congeniality.
2. ↑  Saki Yew a abandonné la compétition pour des raisons médicales.

## Progression des candidates
|           |                 | Épisode | Épisode | Épisode | Épisode | Épisode | Épisode | Épisode | Épisode | Épisode | Épisode  |
| 1         | 2               | 3       | 4       | 5       | 6       | 7       | 8       | 9       | 10      |         |          |
| --------- | --------------- | ------- | ------- | ------- | ------- | ------- | ------- | ------- | ------- | ------- | -------- |
| Candidate | Kyran Thrax     | WIN     | SAFE    | WIN     | HIGH    | SAFE    | WIN     | HIGH    | HIGH    | SAFE    | GAGNANTE |
| Candidate | La Voix         | TOP2    | SAFE    | SAFE    | SAFE    | WIN     | WIN     | WIN     | HIGH    | WIN     | SECONDE  |
| Candidate | Marmalade       | SAFE    | TOP3    | HIGH    | LOW     | HIGH    | SAFE    | HIGH    | WIN     | SAFE    | ÉLIMINÉE |
| Candidate | Rileasa Slaves  | HIGH    | SAFE    | HIGH    | WIN     | SAFE    | BTM2    | HIGH    | BTM2    | BTM2    | ÉLIMINÉE |
| Candidate | Lill            | HIGH    | WIN     | SAFE    | BTM2    | HIGH    | SAFE    | BTM2    | HIGH    | ELIM    | INVITÉE  |
| Candidate | Charra Tea      | SAFE    | SAFE    | SAFE    | SAFE    | LOW     | HIGH    | LOW     | ELIM    | INVITÉE | MISS C.  |
| Candidate | Actavia         | HIGH    | BTM2    | SAFE    | SAFE    | BTM2    | LOW     | ELIM    |         | INVITÉE | INVITÉE  |
| Candidate | Chanel O'Conor  | SAFE    | TOP3    | SAFE    | SAFE    | SAFE    | ELIM    |         |         | INVITÉE | INVITÉE  |
| Candidate | Kiki Snatch     | HIGH    | BTM2    | BTM2    | HIGH    | ELIM    |         |         |         | INVITÉE | INVITÉE  |
| Candidate | Zahirah Zapanta | SAFE    | LOW     | LOW     | ELIM    |         |         |         |         | INVITÉE | INVITÉE  |
| Candidate | Dita Garbo      | SAFE    | SAFE    | ELIM    |         |         |         |         |         | INVITÉE | INVITÉE  |
| Candidate | Saki Yew        | SAFE    | DEPT    |         |         |         |         |         |         | INVITÉE | INVITÉE  |

 La candidate a gagné RuPaul's Drag Race UK.
 La candidate a fini seconde.
 La candidate a été éliminée lors de la finale.
 La candidate a été élue Miss Congeniality.
 La candidate a gagné le maxi défi de la semaine.
 La candidate a été l'une des meilleures candidates de la semaine mais n'a pas gagné le lip-sync.
 La candidate a reçu des critiques positives des juges et a été déclarée sauve.
 La candidate a été déclarée sauve.
 La candidate a reçu l'immunité et a été déclarée sauve.
 La candidate a reçu des critiques négatives des juges mais a été déclarée sauve.
 La candidate a été en danger d'élimination.
 La candidate a été éliminée.
 La candidate a abandonné la compétition pour des raisons médicales.

## Lip-syncs
| Épisode | Candidate                             | vs.                                   | Candidate                             | Chanson                 | Artiste                                   | Gagnante           |
| ------- | ------------------------------------- | ------------------------------------- | ------------------------------------- | ----------------------- | ----------------------------------------- | ------------------ |
| 1       | Kyran Thrax                           | vs.                                   | La Voix                               | Ooh La La               | Goldfrapp                                 | Kyran Thrax        |
| 2       | Chanel O'Conor vs. Lill vs. Marmalade | Chanel O'Conor vs. Lill vs. Marmalade | Chanel O'Conor vs. Lill vs. Marmalade | Tension                 | Kylie Minogue                             | Lill               |
| Épisode | Candidate                             | vs.                                   | Candidate                             | Chanson                 | Artiste                                   | Candidate éliminée |
| 3       | Dita Garbo                            | vs.                                   | Kiki Snatch                           | Girls on Film           | Duran Duran                               | Dita Garbo         |
| 4       | Lill                                  | vs.                                   | Zahirah Zapanta                       | Don't Call Me Up        | Mabel                                     | Zahirah Zapanta    |
| 5       | Actavia                               | vs.                                   | Kiki Snatch                           | Let's Dance             | David Bowie                               | Kiki Snatch        |
| 6       | Chanel O'Conor                        | vs.                                   | Rileasa Slaves                        | Something Kinda Ooooh   | Girls Aloud                               | Chanel O'Conor     |
| 7       | Actavia                               | vs.                                   | Lill                                  | Time Warp               | The Rocky Horror Picture Show             | Actavia            |
| 8       | Charra Tea                            | vs.                                   | Rileasa Slaves                        | Never Gonna Give You Up | Rick Astley                               | Charra Tea         |
| 9       | Lill                                  | vs.                                   | Rileasa Slaves                        | Crazy What Love Can Do  | David Guetta, Becky Hill & Ella Henderson | Lill               |
| Épisode | Candidate                             | vs.                                   | Candidate                             | Chanson                 | Artiste                                   | Gagnante           |
| 10      | Kyran Thrax                           | vs.                                   | La Voix                               | Don't Stop Me Now       | Queen                                     | Kyran Thrax        |

 La candidate a gagné le lip-sync et a remporté la saison.
 La candidate a gagné le lip-sync et a été déclarée meilleure candidate de l'épisode.
 La candidate a été éliminée après sa première fois en danger d'élimination.
 La candidate a été éliminée après sa deuxième fois en danger d'élimination.
 La candidate a été éliminée après sa troisième fois en danger d'élimination.

## Juges invités
Cités par ordre d'apparition :
- Alison Goldfrapp, musicienne britannique ;
- Kristen McMenamy, mannequin américaine ;
- Simon Le Bon, chanteur britannique ;
- Mabel, chanteuse suédo-britannique ;
- Claire Richards, chanteuse britannique ;
- Amanda Holden, actrice britannique ;
- Beverley Knight, chanteuse britannique ;
- AJ Odudu, présentatrice télévisée britannique ;
- Siobhán McSweeney, actrice irlandaise.

### Invités spéciaux
Certains invités apparaissent lors des épisodes, mais ne font pas partie du panel des jurés.
Épisode 4
- Alexandra Burke, chanteuse britannique.

Épisode 5
- Raven, drag queen américaine.

Épisode 6
- Jon Lee, chanteur et acteur britannique ;
- Rachel Stevens, chanteuse, actrice et mannequin britannique.

Épisode 9
- Ella Vaday, drag queen anglaise ;
- Michael Marouli, drag queen anglaise.

Épisode 10
- Ginger Johnson, drag queen anglaise.

## Épisodes
| CANDIDATE   | Actavia                   | Chanel O'Conor                  | Charra Tea  | Dita Garbo         | Kiki Snatch  | Kyran Thrax         | La Voix          | Lill               | Marmalade | Rileasa Slaves | Saki Yew             | Zahirah Zapanta         |
| TALENT      | Danse                     | Chant Comédie                   | Aérobic     | Danse              | Chant        | Comédie             | Chant            | Burlesque          | Poésie    | Danse          | Burlesque            | Lip-sync                |
| ORIGINE     | Bala                      | Highlands                       | Belfast     | Folkestone         | Sainte-Lucie | Lancashire          | Stockton-on-Tees | Manchester         | Pontyclun | Sainte-Lucie   | Manchester Melbourne | Philippines             |
| INSPIRATION | Drapeau du pays de Galles | Costumes traditionnels écossais | Derry Girls | Concours de beauté | Madras       | Sorcières de Pendle | James Cook       | Oasis The Haçienda | Mari Lwyd | Madras         | Abeille Miel         | Drapeau des Philippines |

| ÉQUIPE    | HAUS OF MIRRORS | HAUS OF MIRRORS | HAUS OF MIRRORS | THE HOUSE OF KARD$ | THE HOUSE OF KARD$ | THE HOUSE OF KARD$ | THE HOUSE OF CELLAR MCCARTNEY | THE HOUSE OF CELLAR MCCARTNEY | THE HOUSE OF CELLAR MCCARTNEY | HAUS OF ZEN    | HAUS OF ZEN | HAUS OF ZEN |
| --------- | --------------- | --------------- | --------------- | ------------------ | ------------------ | ------------------ | ----------------------------- | ----------------------------- | ----------------------------- | -------------- | ----------- | ----------- |
| CANDIDATE | Dita Garbo      | Rileasa Slaves  | Saki Yew        | Actavia            | Kyran Thrax        | Zahirah Zapanta    | Charra Tea                    | Kiki Snatch                   | La Voix                       | Chanel O'Conor | Lill        | Marmalade   |

| FILM      | HATE, ACTUALLY | HATE, ACTUALLY | HATE, ACTUALLY     | HATE, ACTUALLY | HATE, ACTUALLY | HATE, ACTUALLY  | 40 FUNERALS AND A WEDDING | 40 FUNERALS AND A WEDDING | 40 FUNERALS AND A WEDDING | 40 FUNERALS AND A WEDDING | 40 FUNERALS AND A WEDDING |
| --------- | -------------- | -------------- | ------------------ | -------------- | -------------- | --------------- | ------------------------- | ------------------------- | ------------------------- | ------------------------- | ------------------------- |
| CANDIDATE | Chanel O'Conor | Kyran Thrax    | La Voix            | Lill           | Rileasa Slaves | Zahirah Zapanta | Actavia                   | Charra Tea                | Dita Garbo                | Kiki Snatch               | Marmalade                 |
| RÔLE      | Karen          | Hugh Grunt     | Martine McLuncheon | Emma Frumpson  | Sami           | Kara Nightie    | Hugh Grunt                | Vicar of Dribbly          | Bridget                   | Julia Noberts             | Kate Winging              |

| GROUPE    | THE THINGS | THE THINGS | THE THINGS  | THE THINGS | THE THINGS     | DRACULA'S CHILD | DRACULA'S CHILD | DRACULA'S CHILD | DRACULA'S CHILD | DRACULA'S CHILD |
| --------- | ---------- | ---------- | ----------- | ---------- | -------------- | --------------- | --------------- | --------------- | --------------- | --------------- |
| CANDIDATE | Charra Tea | La Voix    | Kiki Snatch | Lill       | Rileasa Slaves | Actavia         | Chanel O'Conor  | Kyran Thrax     | Marmalade       | Zahirah Zapanta |

| CANDIDATE  | Actavia        | Chanel O'Conor | Charra Tea   | Kyran Thrax   | La Voix       | Lill           | Marmalade                   | Rileasa Slaves |
| PERSONNAGE | Dragon gallois | Coco Peru      | Nadine Coyle | Elvis Presley | Liza Minnelli | Reine Victoria | Marie-Antoinette d'Autriche | Rihanna        |

| CANDIDATE  | Actavia        | Charra Tea    | Kyran Thrax    | La Voix        | Lill        | Marmalade  | Rileasa Slaves |
| PERSONNAGE | Geri Halliwell | Kylie Minogue | George Michael | Shirley Bassey | Cilla Black | Elton John | Adele          |

| CANDIDATE                              | KYRAN THRAX | LA VOIX    | MARMALADE | RILEASA SLAVES |
| -------------------------------------- | ----------- | ---------- | --------- | -------------- |
| NOMBRE DE VICTOIRES                    | 3           | 4          | 1         | 1              |
| ÉPISODE(S)                             | 1, 3, 6     | 5, 6, 7, 9 | 8         | 4              |
| NOMBRE DE FOIS EN DANGER D'ÉLIMINATION | 0           | 0          | 0         | 3              |
| ÉPISODE(S)                             | —           | —          | —         | 6, 8, 9        |